# Ulof Rudbek
Ulof Rudbek (šved. Olof Rudbeck d.ä.; Vesteros, 13. septembar 1630 – Upsala, 12. decembar 1702) je bio švedski naučnik i pisac, profesor medicine i tokom nekoliko mandata rektor na Upsalskom univerzitetu. Ne treba ga greškom poistovećivati sa njegovim sinom, Ulofom Rudbekom mlađim, poznatim botaničarem.

## Istorijska lingvistika
U periodu između 1679. i 1702. posvetio se pisanju istorijsko-lingvističkih traktata koji su odštampani u četiri toma pod nazivom Atlantika (šved. Atland eller Manheim) u kojima je pokušao da dokaže da je Švedska bila Atlantida, kolevka civilizacije, a švedski jezik prvobitni jezik koji je govorio Adam, iz kojeg su kasnije nastali hibru i latinski jezik.

## Kontroverze
Stavovi koje je u svojim traktatima izneo Ulof Rudbek su bili predmet osporavanja brojnih naučnika od kojih su neki pisali satire inspirisane Rudbekovim stavovima. Deni Didro je isticao Rudbekova dela kao primer za obmanjujuće povezivanje etimologije i mitske istorije.

## Nasleđe
Uprkos kontroverzama koje se odnose na Rudbeka i njegovo delo, on je ostao jedna od švedskih nacionalnih ikona. Po njemu i njegovom sinu je jedan rod biljaka (Rudbekija). Iznad njegovog groba u katedrali u Upsali su često obavljane ceremonije krunisanja švedskih monarha.
Lingvističko delo Ulofa Rudbeka je nastavio njegov sin, Ulof Rudbek mlađi koji je bio uključen u pružanje naučnih obrazloženja zašto Švedska treba da bude priznata za jednu od Velikih sila u Evropi, u periodu kada je politika Švedske bila usmerena u pravcu zadobijanja statusa sile.